# Andriej Baranow
Andriej Iwanowicz Baranow (ros. Андрей Иванович Баранов, ur. 1906, zm. 1961 w Moskwie) – radziecki działacz partyjny i państwowy.

## Życiorys
Należał do WKP(b), od 1944 kierował Wydziałem Rolnym KC Komunistycznej Partii (bolszewików) Łotwy, od czerwca 1951 do marca 1953 był II sekretarzem Komitetu Obwodowego WKP(b)/KPZR w Wołogdzie, a od 11 marca do 19 grudnia 1953 przewodniczącym Komitetu Wykonawczego Wołogodzkiej Rady Obwodowej.